# USS Odum (APD-71)
USS Odum (APD-71) là một tàu vận chuyển cao tốc lớp Charles Lawrence của Hải quân Hoa Kỳ hoạt động trong Chiến tranh Thế giới thứ hai. Nó nguyên được chế tạo như là chiếc DE-670, một tàu hộ tống khu trục lớp Buckley trước khi được xếp lại lớp vào ngày 27 tháng 6, 1944. Tên nó được đặt theo thủy thủ Joseph Roy Odum (1913–1942), người từng phục vụ trên tàu khu trục Meredith (DD-434) và đã tử trận khi bị Meredith máy bay từ tàu sân bay Nhật Bản Zuikaku đánh chìm tại Guadalcanal ngày 15 tháng 10, 1942; Odum đã được truy tặng Huân chương Ngôi sao Bạc. Odum đã phục vụ cho đến khi chiến tranh kết thúc, xuất biên chế năm 1946, rồi được chuyển cho Chile vào năm 1966. Nó tiếp tục phục vụ cùng Hải quân Chile như là chiếc Serrano (APD-26) cho đến năm 1984.

## Thiết kế và chế tạo
Buckley là một trong số sáu lớp tàu hộ tống khu trục được Hải quân Hoa Kỳ chế tạo nhằm đáp ứng nhu cầu hộ tống vận tải trong Thế Chiến II, sau khi Hoa Kỳ chính thức tham chiến vào cuối năm 1941. Chúng hầu như tương tự nhau, chỉ với những khác biệt về hệ thống động lực và vũ khí trang bị. Động cơ của phân lớp Backley bao gồm hai turbine hơi nước General Electric để dẫn động hai máy phát điện vận hành hai trục chân vịt, và dàn vũ khí chính bao gồm 3 khẩu pháo pháo 3 in (76 mm)/50 cal.
Những chiếc lớp Buckley (TE) có chiều dài ở mực nước 300 ft (91 m) và chiều dài chung 306 ft (93 m); mạn tàu rộng 37 ft 1 in (11,30 m) và độ sâu mớn nước khi đầy tải là 11 ft 3 in (3,43 m). Chúng có trọng lượng choán nước tiêu chuẩn 1.430 tấn Anh (1.450 t); và lên đến 1.823 tấn Anh (1.852 t) khi đầy tải. Hệ thống động lực bao gồm hai nồi hơi và hai turbine hơi nước General Electric công suất 13.500 mã lực (10.100 kW), dẫn động hai máy phát điện công suất 9.200 kilôwatt (12.300 hp) để vận hành hai trục chân vịt;  công suất 12.000 hp (8.900 kW) cho phép đạt được tốc độ tối đa 23 kn (26 mph; 43 km/h). Con tàu mang theo 359 tấn Anh (365 t) dầu đốt, cho phép di chuyển đến 6.000 nmi (6.900 mi; 11.000 km) ở vận tốc đường trường 12 kn (14 mph; 22 km/h).
Sau khi được cải tạo thành một tàu vận chuyển cao tốc lớp Charles Lawrence, dàn vũ khí trang bị được giảm xuống còn một pháo 3 in (76 mm)/50 cal phía mũi đa dụng (có thể đối hạm hoặc phòng không), sáu pháo phòng không Bofors 40 mm trên ba bệ nòng đôi và sáu pháo phòng không Oerlikon 20 mm. Nó giữ lại ba ống phóng ngư lôi Mark 15 21 inch (533 mm), hai đường ray Mk. 9 và bốn máy phóng K3 Mk. 6 để thả mìn sâu, nhưng tháo dỡ dàn súng cối chống tàu ngầm Hedgehog Mk. 10. Chỗ trống được dành để bố trí chỗ nghỉ cho 12 sĩ quan và 150 binh lính đổ bộ; thành phần thủy thủ đoàn con tàu bao gồm 12 sĩ quan và 192 thủy thủ.
Odum được đặt lườn như là chiếc DE-670 tại xưởng tàu của hãng Dravo Corporation tại Pittsburgh, Pennsylvania vào ngày 15 tháng 10, 1943, và được hạ thủy vào ngày 19 tháng 1, 1944, được đỡ đầu bởi bà Katherine Odum, mẹ của thủy thủ Odum. Con tàu được kéo đến xưởng tàu của hãng Consolidated Shipbuilding Company tại Orange, Texas để tiếp tục trang bị, được xếp lại lớp thành APD-71 vào ngày 27 tháng 6, 1944 trước khi nhập biên chế tại Orange, Texas vào ngày 12 tháng 1, 1945 dưới quyền chỉ huy của Hạm trưởng, Thiếu tá Hải quân John A. Cromly.

## Lịch sử hoạt động

### Thế Chiến II
Sau khi hoàn tất hoạt động chạy thử máy huấn luyện tại khu vực Bermuda, Odum khởi hành để đi sang khu vực Mặt trận Thái Bình Dương, băng qua kênh đào Panama để hướng đến San Diego, California. Nó tiếp tục lên đường vào ngày 16 tháng 5, 1945 để hướng sang khu vực quần đảo Hawaii. Tại Trân Châu Cảng, con tàu thực hành huấn luyện đổ bộ tại khu vực Maui, rồi nhận lên tàu thiết bị của các đội phá hoại dưới nước (UDT: underwater demolition team) và lên đường hướng sang Tây Thái Bình Dương. Sau khi chất dỡ số hàng hóa tại Guam, nó đi đến Ulithi để hộ tống tàu vận chuyển SS Kote Baroe, đi đến Leyte, Philippines vào ngày 29 tháng 6. Con tàu tiếp tục nhiệm vụ hộ tống cho tàu bè đi lại giữa Ulithi; Leyte và Hollandia thuộc New Guinea cho đến khi chiến tranh kết thúc.

### Sau chiến tranh
Khi Nhật Bản chấp nhận đầu hàng vào ngày 15 tháng 8 kết thúc cuộc xung đột, Odum đang ở tại Leyte. Nó gia nhập Lực lượng Đặc nhiệm 33, và lên đường vào ngày 31 tháng 8 hộ tống các tàu vận tải vận chuyển lực lượng làm nhiệm vụ chiếm đóng. Đi đến Nhật Bản vào ngày 8 tháng 9, nó lại khởi hành vào ngày 12 tháng 9, lần này đưa những cựu tù binh chiến tranh Đồng Minh vừa được giải cứu đến Philippines.
Odum tiếp tục ở lại khu vực Viễn Đông hỗ trợ cho hoạt động chiếm đóng Nhật Bản cho đến cuối tháng 11, khi nó lên đường quay trở về Hoa Kỳ. Được điều sang vùng bờ Đông và gia nhập Hạm đội Đại Tây Dương, nó phục vụ cùng Hải đội Vận chuyển 2 tại khu vực bờ biển Đại Tây Dương, ngoài khơi Cuba và Puerto Rico. Con tàu đi đến Xưởng hải quân Charleston tại Charleston, South Carolina vào ngày 26 tháng 7, 1946 để chuẩn bị ngừng hoạt động.
Odum được cho xuất biên chế tại Green Cove Springs, Florida vào ngày 15 tháng 11, 1946, và đưa về Đội Florida thuộc Hạm đội Dự bị Đại Tây Dương, neo đậu tại sông St. Johns; sau đó con tàu được kéo đến Đội Texas tại Orange, Texas, cùng thuộc Hạm đội Dự bị Đại Tây Dương. Sau khi bị bỏ không trong hơn 20 năm, tên nó được cho rút khỏi danh sách Đăng bạ Hải quân vào ngày 1 tháng 11, 1966 hoặc 1 tháng 12, 1966.

### Serrano(APD-26)
Chiếc tàu vận chuyển cao tốc được chuyển cho Chile vào ngày 15 tháng 11, 1966 theo Chương trình Viện trợ Quân sự, và nhập biên chế cùng Hải quân Chile dưới tên gọi Serrano (APD-26). Trong giai đoạn chế độ độc tài của tướng Augusto Pinochet, con tàu được sử dụng để đưa tù nhân chính trị ra đảo Dawson.  Nó được cho ngừng hoạt động năm 1984 và bị tháo dỡ sau đó.

## Phần thưởng[1]
|  |  |  |
|  |  |  |

| Huân chương Chiến dịch Hoa Kỳ                 |                                      |                                         |
| Huân chương Chiến dịch Châu Á-Thái Bình Dương | Huân chương Chiến thắng Thế Chiến II | Huân chương Phục vụ Chiếm đóng Hải quân |